# Kyler Murray
Pour les articles homonymes, voir Murray.
(en) Statistiques sur pro-football-reference
Kyler Murray, né le 7 août 1997 à Bedford au Texas, est un joueur professionnel américain de football américain qui évolue au poste de quarterback pour les Cardinals de l'Arizona de la National Football League (NFL).
Au niveau universitaire, il a joué au football américain pour les Aggies de Texas A&M en 2015 puis pour les Sooners de l'Oklahoma de 2016 à 2018. Il remporte en 2018 le trophée Heisman du meilleur joueur universitaire. Il impressionne également les recruteurs de baseball en tant que champ centre pour les Sooners. En juin 2018, il est même sélectionné au premier tour de la draft de la Ligue majeure de baseball par les Athletics d'Oakland. Il choisit néanmoins de poursuivre le football américain plutôt que le baseball et est sélectionné au premier rang lors de la draft 2019 de la NFL par les Cardinals de l'Arizona.

## Biographie

### Jeunesse et débuts
Murray, né à Bedford au Texas, est le fils de Kevin Murray et de Misun Henderson. Il entre à l'école secondaire d'Allen. Il y remporte le prix Gatorade du joueur de football américain de l'année au cours de son année senior en 2014,. Son équipe remporte trois championnats consécutifs avec une série de 43 victoires consécutives.
Il ne manque qu'un seul match de cette série et termine sa carrière avec un bilan de 42 victoires et aucune défaite au poste de quarterback.
Murray est considéré comme une recrue cinq étoiles et comme le meilleur quarterback de sa classe par ESPN, Scout.com et 247Sports,. En mai 2014, il entre à l'Université A&M du Texas pour y jouer au football américain ainsi qu'au baseball au sein des Aggies de Texas A&M,,.

### Carrière universitaire

#### Texas A&M (2015)

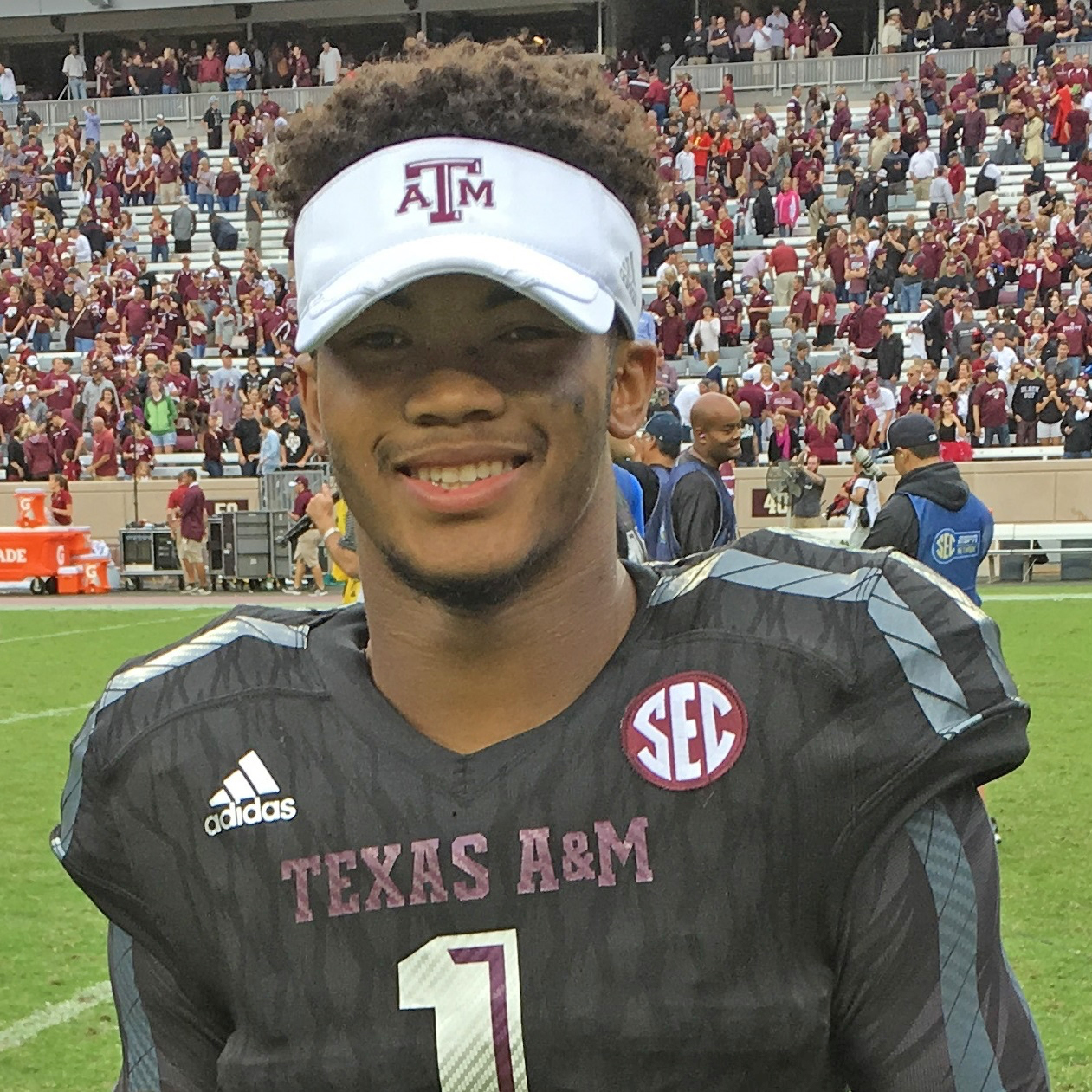
Kyler Murray en 2015.

Comme true freshman en 2015, Murray entre en concurrence avec Kyle Allen avant le début de la saison pour le poste de quarterback titulaire ; Allen qui est désigné titulaire. Après deux défaites consécutives lors du mois d'octobre, Murray est mis comme titulaire lors du match contre les Gamecocks de la Caroline du Sud. Pour cette première apparition, il lance pour 223 yards et gagne 156 yards supplémentaires à la course, inscrivant deux touchdowns, un à la passe et un à la course. Il est ainsi le seul quarterback de la Southeastern Conference (SEC) avec Cam Newton à avoir au cours des 20 dernières années, lors de leur premier match universitaire, gagné plus de 100 yards à la passe ainsi qu'à la course tout en inscrivant un touchdown à la passe et à la course. Le 24 décembre 2015, Murray annonce son transfert à l'université de l'Oklahoma. De ce fait, il ne peut jouer la saison 2016 en raison des règles de la NCAA relatives aux transferts entre universités.

#### Remplaçant à Oklahoma (2017)

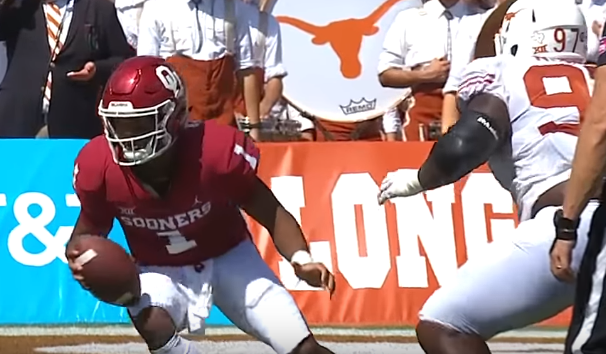
Kyler Murray contre Texas en octobre 2018.

Au cours de la saison 2017, Murray est remplaçant du quarterback Baker Mayfield. Il reçoit la possibilité de jouer lors de quelques parties de matchs. Il fait ses débuts contre les Miners de l'UTEP dans la victoire de 56 à 7 en seconde mi-temps, réussissant 10 passes sur les 11 tentées, gagnant 149 yards et inscrivant un touchdown à la passe. Le 25 novembre, contre les Mountaineers de la Virginie-Occidentale, il commence le match, Mayfield ayant été sanctionné temporairement à la suite d'indiscipline lors du match précédent contre les Jayhawks du Kansas. Lors son premier match comme titulaire avec Oklahoma, Murray réussit ses deux passes, gagnant 52 yards à la passe, inscrivant un touchdown et gagnant 80 autres yards lors de trois courses.

#### Vainqueur du Trophée Heisman (2018)
En juin 2018, Kyler Murray est sélectionné en 9e position de la draft de la Ligue majeure de baseball par les Athletics d'Oakland.
Sans Baker Mayfield, Kyler Murray et Austin Kendall entrent en compétition pour le poste de quarterback en 2018. Murray est finalement choisi comme titulaire. Il lance pour un gain supérieur à 4 000 yards, inscrivant 40 touchdowns lors de la saison régulière 2018. Oklahoma remporte le titre de champion de la conférence Big 12 et parvient en finale du College Football Playoff,. Lors de l'Orange Bowl contre le Crimson Tide de l'Alabama, il lance pour 308 yards et inscrit deux touchdowns à la passe malgré la défaite de 34 à 45.
En 2018, au terme d'une impressionnante saison au poste de quarterback, il remporte le trophée Heisman, la deuxième consécutive qu'un quarterback des Sooners remporte ce trophée, et le prix de l'Associated Press du meilleur joueur de l'année,,.
Bien qu'ayant initialement annoncé qu'il prévoyait fr rejoindre les Athletics au baseball, il change d'avis en janvier 2019 en décidant de se présenter à la draft 2019 de la NFL, mais refuse de faire un choix définitif entre le football américain et le baseball. Ce n'est qu'au mois de février 2019 qu'il choisit le football américain au baseball. Sa côte continue de grimper lors du combine de la NFL même s'il n'y effectue aucune épreuve sportive ni lancer des ballons. Lors de la journée organisée par son université, il s'illustre comme un excellent passeur devant plus de soixante-quinze entraîneurs, dirigeants et recruteurs de la ligue, impressionnant les observateurs,.

### Carrière professionnelle

#### Cardinals de l'Arizona

##### Draft
Murray est sélectionné en tant que premier choix global lors de la draft 2019 de la NFL par les Cardinals de l'Arizona. Avec cette sélection, il devient le premier sportif à être choisi lors du premier tour des drafts de la NFL et de la MLB. C'est aussi la première fois que deux quarterbacks de la même université sont sélectionnés en premier choix d'une draft de la NFL lors de deux années consécutives puisque Baker Mayfield avait été choisi premier l'année précédente. Murray, qui mesure 1,78 m, est aussi le premier quarterback de moins de six pieds (moins de 1,83 m) choisi en premier choix d'une draft de la NFL.
Il signe le 9 mai 2019 son contrat rookie de quatre ans pour un montant de 35,2 millions de $.

##### 2019
Murray dispute son premier match professionnel avec les Cardinals le 8 septembre 2019 contre les Lions (27 à 27) où il totalise un gain de 308 yards et inscrit deux touchdowns malgré une interception. Lors de ce match, il effectue une remontée au score de 16 points pendant le 4e quart temps. La semaine suivante (défaite 17 à 23 contre les Ravens), il gagne 349 yards à la passe,. Il inscrit son premier touchdown à la course lors de la défaite 10 à 27 contre les Seahawks en 4e semaine totalisant 241 yards à la passe, une interception transformée en pick-6 et 26 autres yards gagnés en 4 courses. Deux semaines plus tard, lors de la victoire 34 à 33 contre les Falcons, Murray gagne 340 yards et inscrit trois touchdowns à la passe en plus des 32 yards gagnés en 11 courses. Cette performance lui vaut d'être désigné meilleur joueur offensif de la semaine dans la NFC. Lors du match de la 16e semaine contre les Seahawks, il gagne un total de 118 yards, inscrit un touchdown à la passe en plus des 40 yards gagnés à la course, avant de quitter le terrain à la suite d'une blessure au bras. Il dispute néanmoins le dernier match de la saison régulière contre les Rams (défaite 24 à 31), gagnant 325 yards à la passe et inscrivant deux touchdowns malgré deux interceptions.
Murray termine sa saison rookie avec un gain total de 3 722 yards, 20 touchdowns et 12 interceptions à la passe en plus des 544 yards et quatre touchdowns inscrits lors des 93 courses effectuées. Il est désigné réserviste pour le Pro Bowl et reçoit le trophée du meilleur joueur rookie offensif de la saison NFL,. Il est classé 90e du Top 100 des joueurs de la saison 2019 NFL par ses pairs.

#### 2020-2022

##### 2023
Murray commencé la saison sous les ordres du nouvel entraîneur principal Jonathan Gannon, Kingsbury ayant été remplacé à la suite du bilan négatif (4-13) de la saison passée.
Blessé en début de saison, il n'est réactivé que le 7 novembre, ratant les neuf premiers matchs de la saison. Murray retrouve le terrain contre les Falcons le 12 novembre, gagnant à la passe 249 yards malgré une interception, ainsi que 33 yards supplémentaires et un touchdown à la course. Lors de la victoire 35 à 31 en 17e semaine contre les Eagles, Murray remonte un déficit de 15 points à la mi-temps, inscrivant trois touchdowns à la passe en seconde période. Lors du dernier match de la saison régulière perdu 20 à 21 contre les Seahawks, Murray gagne 262 yards à la passe et permet à son attaque de gagner un total de 466 yards.
Au cours des neuf matchs sans Murray, l'attaque des Cardinals s'était classée 26e, avec une moyenne de 16,8 points, 289,7 yards par match et un bilan d'une victoire pour 8 défaites. En huit matchs avec lui, l'attaque a inscrit en moyenne 22,4 points, 362,8 yards par match et a été classée neuvième de la ligue.

## Statistiques

### Universitaires
| Année  | Équipe                | Statut | MJ |         | Passes   | Passes | Passes | Passes | Passes | Passes | Passes  |       | Courses | Courses | Courses | Courses |
| Année  | Équipe                | Statut | MJ | Tentées | Réussies | Pct.   | Yards  | TD     | Int.   | Éval.  | Tentées | Yards | Moy.    | TD      |         |         |
| 2015   | Aggies de Texas A&M   | Fr.    | 08 | 121     | 072      | 59,5   | 0686   | 05     | 7      | 109,2  | 053     | 0335  | 06,3    | 01      |         |         |
| 2017   | Sooners de l'Oklahoma | So.    | 07 | 021     | 018      | 85,7   | 0359   | 03     | 0      | 276,5  | 014     | 0142  | 10,1    | 0       |         |         |
| 2018   | Sooners de l'Oklahoma | Jr.    | 14 | 377     | 260      | 69,0   | 4 361  | 42     | 7      | 199,2  | 140     | 1 001 | 07,2    | 12      |         |         |
| Totaux | Totaux                | Totaux | 29 | 519     | 350      | 67,4   | 5 406  | 50     | 14     | 181,3  | 207     | 1 478 | 7,1     | 13      |         |         |

### Professionnelles
| Année                | Équipe                 | MJ |                 | Passes          | Passes          | Passes          | Passes          | Passes          | Passes          | Passes          |                 | Courses         | Courses         | Courses | Courses |     | Sacks  | Sacks |  | Fumbles | Fumbles |
| Année                | Équipe                 | MJ | Tentées         | Réussies        | Pct.            | Yards           | TD              | Int.            | Éval.           | Tentées         | Yards           | Moy.            | TD              | Nb.     | Yards   | Nb. | Perdus |       |  |         |         |
| 2019                 | Cardinals de l'Arizona | 16 | 542             | 349             | 64,4            | 3 722           | 20              | 12              | 087,4           | 093             | 544             | 5,8             | 04              | 48      | 309     | 05  | 2      |       |  |         |         |
| 2020                 | Cardinals de l'Arizona | 16 | 558             | 375             | 67,2            | 3 971           | 26              | 12              | 094,3           | 133             | 819             | 6,2             | 11              | 27      | 176     | 09  | 4      |       |  |         |         |
| 2021                 | Cardinals de l'Arizona | 14 | 481             | 333             | 69,2            | 3 787           | 24              | 10              | 100,6           | 088             | 423             | 4,8             | 05              | 31      | 286     | 13  | 0      |       |  |         |         |
| 2022                 | Cardinals de l'Arizona | 11 | 390             | 259             | 66,4            | 2 368           | 14              | 07              | 087,2           | 067             | 418             | 6,2             | 03              | 25      | 192     | 08  | 2      |       |  |         |         |
| 2023                 | Cardinals de l'Arizona | 08 | 268             | 176             | 65,7            | 1 799           | 10              | 05              | 089,4           | 044             | 244             | 5,5             | 03              | 18      | 119     | 07  | 0      |       |  |         |         |
| 2024                 | Cardinals de l'Arizona | ?  | Saison en cours | Saison en cours | Saison en cours | Saison en cours | Saison en cours | Saison en cours | Saison en cours | Saison en cours | Saison en cours | Saison en cours | Saison en cours |         |         |     |        |       |  |         |         |
| Totaux NFL/Cardinals | Totaux NFL/Cardinals   | 65 | 2 239           | 1 492           | 66,6            | 15 647          | 94              | 46              | 92,2            | 425             | 2 448           | 5,8             | 26              | 149     | 1 082   | 42  | 8      |       |  |         |         |

| Année | Équipe                 | MJ |         | Passes   | Passes | Passes | Passes | Passes | Passes | Passes  |       | Courses | Courses | Courses | Courses |     | Sacks  | Sacks |  | Fumbles | Fumbles |
| Année | Équipe                 | MJ | Tentées | Réussies | Pct.   | Yards  | TD     | Int.   | Éval.  | Tentées | Yards | Moy.    | TD      | Nb.     | Yards   | Nb. | Perdus |       |  |         |         |
| 2021  | Cardinals de l'Arizona | 1  | 34      | 19       | 55,9   | 137    | 0      | 2      | 40,9   | 2       | 6     | 3,0     | 0       | 2       | 15      | 0   | 0      |       |  |         |         |

## Trophées et récompenses
- NFL
  - Sélectionné pour le Pro Bowl : saisons 2020, 2021 ;
  - Débutant offensif de l'année : 2019 ;
  - Équipe type des débutants de la NFL par la PFWA : 2019.

- NCAA
  - Trophée Heisman : 2018 ;
  - Davey O'Brien Award : 2018 ;
  - Joueur de l'année par l'Associated Press : 2018 ;
  - Joueur offensif de l'année de la conférence Big 12 : 2018 ;
  - Équipe type All-American : 2018 ;
  - Équipe type Big-12 : 2018.

- High school
  - Joueur offensif de l'année 2014 par USA Today ;
  - Mr. Texas Football (en) : 2013, 2014 ;
  - USA Today All-American : 2013, 2014 ;
  - Joueur de l'année 2014 par Gatorade (en).

## Vie privée
Le père de Murray, Kevin Murray, était quarterback chez les Aggies de Texas A&M entre 1983 et 1986.
Son oncle, Calvin Murray (en), ancien étudiant de l'université du Texas, a été joueur professionnel de baseball chez les Giants de San Francisco, les Rangers du Texas et les Cubs de Chicago,.
Murray a des origines coréennes de par sa grand-mère maternelle qui était de nationalité sud-coréenne.